# Diecezja Lokoja
Diecezja  Lokoja – diecezja rzymskokatolicka  w Nigerii. Powstała w 1955 jako wikariat Kabba. Podniesiona do rangi diecezji w 1964. Pod obecną nazwą od 1965.

## Biskupi diecezjalni
- Biskupi
  - Bp Martin Dada Abejide Olorunmolu (od 2005)
  - Bp Joseph Sunday Ajomo (1992 – 2004)
  - Bp Alexius Obabu Makozi (1972 – 1991)
  - Bp Auguste Delisle, C.S.Sp. (1965 – 1972)
- Biskupi Kabba 
  - Bp Auguste Delisle, C.S.Sp. (1964 – 1965)
- Prefekci apostolscy Kabba 
  - Bp Auguste Delisle, C.S.Sp. (1955 – 1964)